# Utricularia quelchii
Utricularia quelchii é uma espécie vegetal pertencente à família Lentibulariaceae, endêmica da região do Monte Roraima.